# Gianni Rivera
Giovanni »Gianni« Rivera, italijanski nogometaš in politik, 18. avgust 1943, Alessandria, Italija.
Rivera je svojo celotno kariero igral v Serie A, kjer je krajši čas igral za Alessandrio, med letoma 1960 in 1979 pa vseskozi za Milan, za katerega je odigral 501 prvenstveno tekmo in dosegel 122 golov. S klubom je osvojil naslov italijanskega državnega prvaka v letih 1962, 1968 in 1979, italijanski pokal v letih 1967, 1972, 1973 in 1977 ter Pokal državnih prvakov v letih 1968 in 1973. Leta 1973 je bil najboljši strelec italijanske lige skupaj z Giuseppejem Savoldijem in Paolinom Pulicijem.
Za italijansko reprezentanco je odigral šestdeset tekem, na katerih je dosegel štirinajst golov. Nastopil je na svetovnih prvenstvih v letih 1962, 1966, 1970 in 1974. Leta 1970 je z reprezentanco osvojil drugo mesto. Na Evropskem prvenstvu 1968 je z reprezentanco osvojil naslov prvaka, nastopil je tudi na Poletnih olimpijskih igrah 1960.
Po končani športni karieri je postal podpredsednik v Milanu. Leta 1986 je klub kupil Silvio Berlusconi, Rivera pa je odstopil s položaja in se podal v politiko, postal je član italijanskega parlamenta. V vladi Romana Prodija je bil podsekretar za obrambo, kasneje pa tudi nestrankarski član evropskega parlamenta.
Leta 1969 je prejel Zlato žogo za najboljšega evropskega nogometaša. Leta 2004 ga je Pelé izbral med 125 najboljših tedaj še živečih nogometašev.